# Addison (motorfiets)
Addison is een historisch Brits merk van forecars, motorfietsen en tricars.
Het bedrijf was gevestigd in Liverpool en begon in 1904 met de productie van forecars met water- en luchtgekoelde 3¼pk-eencilindermotoren. Ze hadden geen versnellingen, maar wel een koppeling en kettingaandrijving. In 1905 verscheen een model met twee versnellingen met een 3½pk-Fafnir inbouwmotor. Een 3pk-Fafnir blok werd gebruikt voor een motorfiets, die riemaandrijving had en dus waarschijnlijk geen versnellingen. In 1906 leverde men een tricar met een 6½pk-tweecilinder met inlaatkleppen met een variabele kleplift. Deze werd aangeprezen als "the Mercedes of the tri-car world". Toch was 1906 het jaar dat de hele productie van gemotoriseerde twee- en driewielers eindigde. 